# Kreisoncholaimus nudus
Kreisoncholaimus nudus is een rondwormensoort uit de familie van de Oncholaimidae.